# 西阿克爾
西阿克爾（挪威語：Vestre Aker）是位於挪威首都奧斯陸的一個區，位於奧斯陸的西北部。西阿克爾在1948年被劃入奧斯陸。西阿克爾是奧斯陸最富裕的居住區之一。